# Sebečice
Sebečice település Csehországban, Rokycanyi járásban. Sebečice Terešov, Drahoňův Újezd, Vejvanov és Hlohovice településekkel határos. Lakosainak száma 77 fő (2024. január 1.).

## Népesség
A település lakosságának változását az alábbi diagram mutatja:
| Lakosok száma | 546  | 387  | 315  | 178  | 106  | 69   | 67   | 68   | 74   | 77   |
|               | 1869 | 1900 | 1921 | 1961 | 1980 | 2011 | 2016 | 2019 | 2021 | 2024 |